# 卢瓦尔河畔圣伯努瓦
卢瓦尔河畔圣伯努瓦（法語：Saint-Benoît-sur-Loire，法語發音：[sɛ̃ bənwa syʁ lwaʁ]）是法国卢瓦雷省的一个市镇，位于该省中南部，卢瓦尔河右岸，属于奥尔良区。

## 地理
卢瓦尔河畔圣伯努瓦（47°48'38"N, 2°18'22"E）面积18.27 平方千米，位于法国中央-卢瓦尔河谷大区卢瓦雷省，该省份为法国中北部省份，北起埃松省，西北接厄尔-卢瓦省，西南接卢瓦-谢尔省，南至涅夫勒省和谢尔省，东临约讷省，东北接塞纳-马恩省。
与卢瓦尔河畔圣伯努瓦接壤的市镇（或旧市镇、城区）包括：博内、热尔米尼德普雷、吉利、圣马丹达巴、卢瓦尔河畔圣佩尔、羅亞爾河畔敘利、布赖-圣艾尼昂。

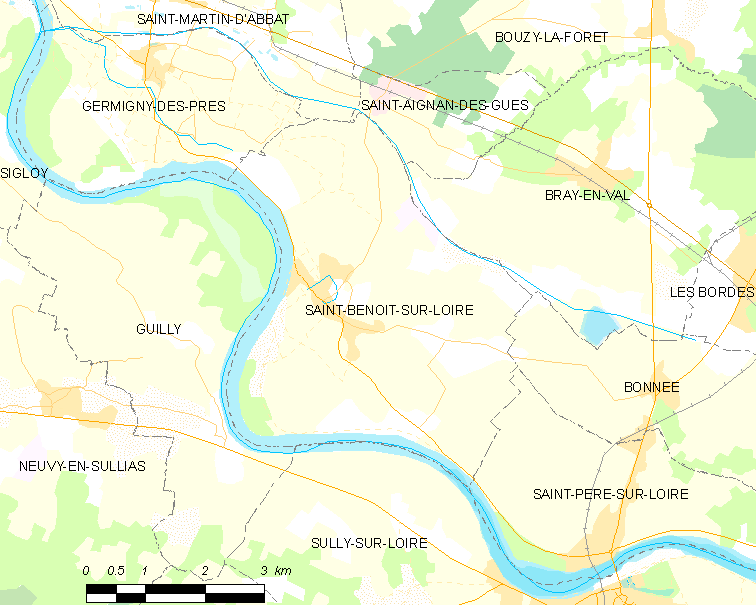
卢瓦尔河畔圣伯努瓦的OSM定位图

卢瓦尔河畔圣伯努瓦的时区为UTC+01:00、UTC+02:00（夏令时）。

## 行政
卢瓦尔河畔圣伯努瓦的邮政编码为45730，INSEE市镇编码为45270。

## 政治
卢瓦尔河畔圣伯努瓦所属的省级选区为卢瓦尔河畔叙利县。

## 人口

1962-2008年间卢瓦尔河畔圣伯努瓦人口变化图示

卢瓦尔河畔圣伯努瓦于2022年1月1日时的人口数量为1993人。